# 伊欣基
50°29′25″N 34°37′40″E / 50.49028°N 34.62778°E
伊欣基（烏克蘭語：Іщенки）是位於烏克蘭東北部的舊村莊，曾由蘇梅州的萊貝丁區負責管轄，並於1988年被註銷。該村處於塔尚河源頭，距離切雷穆希夫卡1公里，1984年該城鎮人口10。